# Jan Palach tér (Prága)

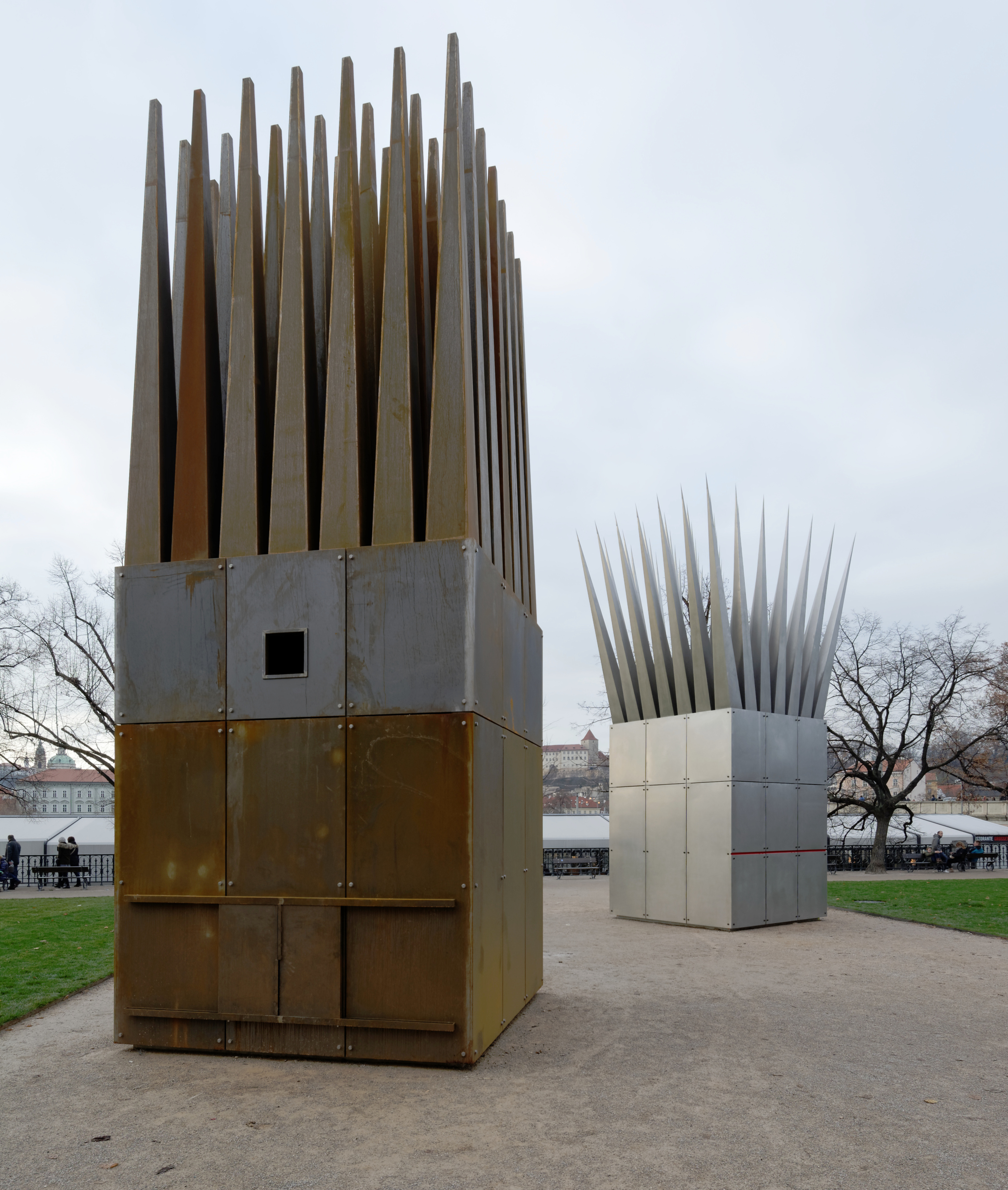
John Hejduk: Jan Palach emlékműve

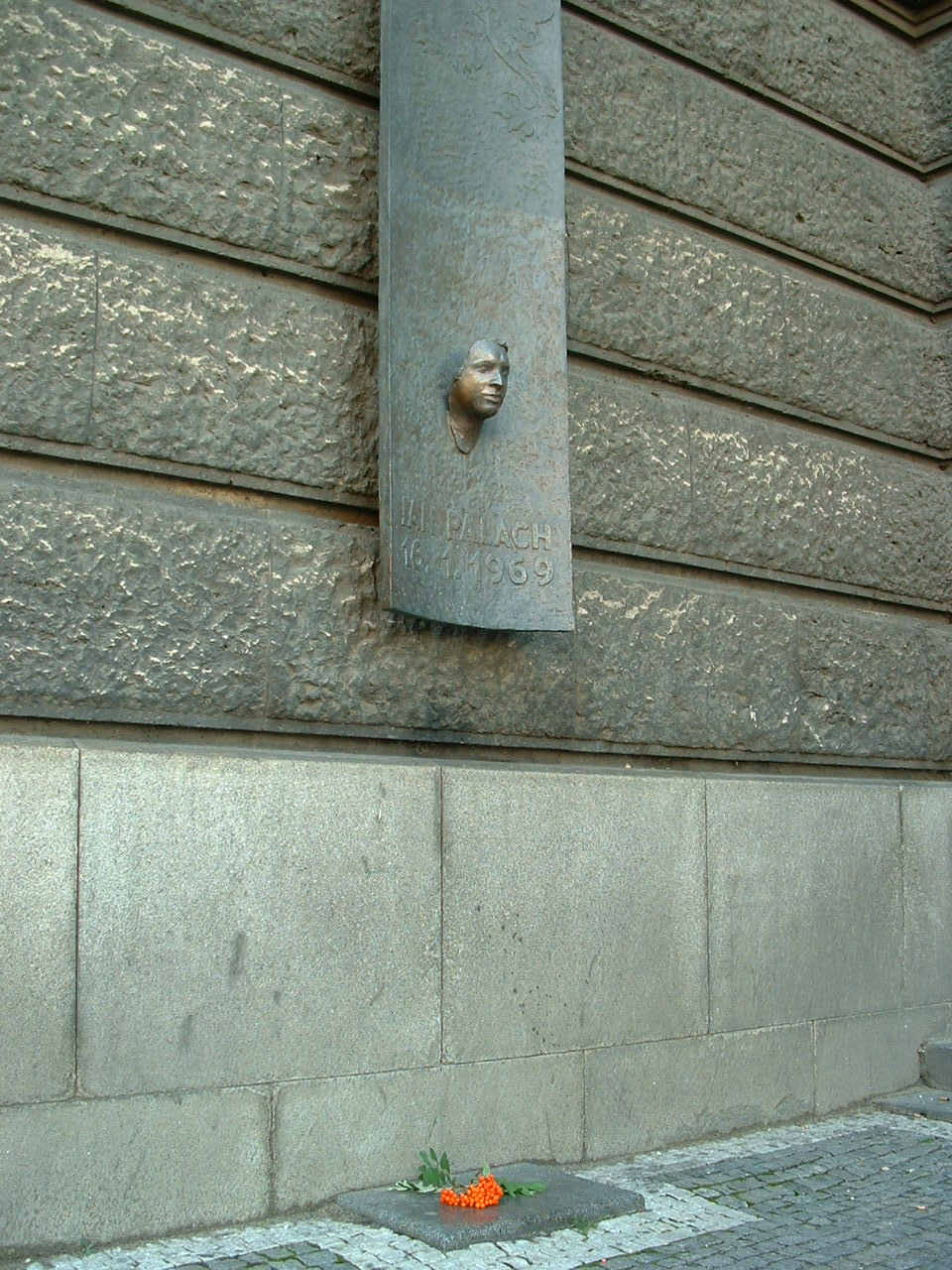
Olbram Zoubek: Jan Palach emléktáblája

A Jan Palach teret (náměstí Jana Palacha) Prága Óvárosában alakították ki a Mánes híd végében. Keleti oldalára délről a Keresztesek utcája (Křižovnická), északról a November 17. utca érkezik.
A folyótól az Alše rakpart választja el. Déli oldalán a Prágai Művészeti Akadémia áll, az északin a Rudolfinum, a keletin pedig a Károly Egyetem Bölcsészettudományi karának Filozófiai intézete, majd (a Rudolfinummal átellenben) az Iparművészeti Múzeum épületének déli sarka. A bölcsészkar épületét délről, illetve északról a (Mánes híd folytatásának tekinthető) Kapr utca és a Széles utca (Široká ulice) határolja.

## Nevének eredete
Nevét arról a Jan Palachról kapta, aki 1969. január 16-án a Varsói Szerződés megszálló csapatainak bevonulása, a prágai tavasz eltiprása ellen tiltakozva felgyújtotta magát a Vencel téren, Szent Vencel szobránál.
A Moldva-partnak ezt a részét eredetileg Rejdiště-nek hívták a 17. században itt alapított városi lovasiskola után. Azz 1872-ben kiépült rakpartot 1878–ban Rudolf koronahercegről nevezték el. Az új épületekkel határolt és így a rakparttól némileg elkülönülő területet néha továbbra is „Na Rejdišti”-nek nevezték. 1916–1919-ben a tér Zita császárné nevét viselte, majd 1942-ig a nagy zeneszerzőről Smetana tér lett. A német megszállás alatt Mozartplatz volt, majd  visszakapta a Smetana tér nevet. 1952-ben a rakpart kapta Smetana nevét (majd Masaryk rakpart lett; jelenleg Mikoláš Aleš (1852–1913) cseh zeneszerzőről Aleš-rakpart (dnes Alšovo nábřeží). A teret ekkor (1952-ben) a Vörös Hadsereg Prágában elesett katonáinak emléket állítva Vörös Hadsereg térnek (náměstí Krasnoarmějců) keresztelték át.
Jan Palach a bölcsészkar hallgatója volt. Halála után Prága lakosai a teret spontán elkezdték Jan Palach térnek hívni, de ezt a nevet hivatalosan csak a rendszerváltás folyamatában, 1989. december 20-án kaphatta meg.

## Szobrai, emlékművei
Az Antonín Dvořák Társaság egykori Smetana tér domináns elemének Antonín Dvořák szobrát szánta, mivel a nagy komponista erősen kötődött a Cseh Filharmonikusokhoz és így a Rudolfinum épületéhez. Dvořák szobrát azonban csak 2000-ben helyezték el a téren.
A bölcsészkar épületének falán tábla őrzi Jan Palach emlékét. Olbram Zoubek szobrászművész az önégető diák halotti maszkját mintázta meg.
Jan Palach emlékművét 2016. január 16-án, a Rudolfinum előtt állították fel.Az ünnepségen részt vett Adriana Krnáčová, Prága főpolgármestere és Andrew Schapiro, az Egyesült Államok prágai nagykövete. John Hejduk (1929. július 19. New York – 2000. július 3., uo.) cseh származású amerikai építészt több mint 40 éven át foglalkoztatta az emlékmű gondolata. Az emlékmű két, egy-egy négyzetméter alapú és hat méter magas oszlop, amelyek tetejéből lángok csapnak fel. A világos színű alkotás — A fiú háza — a világító, útmutató fiút jelképezi, a sötét  — Az anya háza —  pedig a gyászoló, szenvedő anyát. A művön olvasható David Shapiro amerikai író 1969-ben, a cseh egyetemista tettének hatása alatt írt, Jan Palach temetése című verse.
A Prágai Művészeti Akadémia (teljes nevén: Művészeti, Építészeti és Design Akadémia) épülete előtt Jan Kotěra építész mellszobra látható.

## Nevesebb épületei
- Károly Egyetem Bölcsészkara — Kapr utca 1., Jan Palach tér 2-
- Prágai Művészeti Akadémia
- Rudolfinum

## Fordítás
- Ez a szócikk részben vagy egészben  a   Náměstí Jana Palacha című cseh Wikipédia-szócikk ezen változatának fordításán alapul.  Az eredeti cikk szerkesztőit annak laptörténete sorolja fel. Ez a jelzés csupán a megfogalmazás eredetét és a szerzői jogokat jelzi, nem szolgál a cikkben szereplő információk forrásmegjelöléseként.